# Hunderfossen Familiepark
Hunderfossen Familiepark er en forlystelsespark i Lillehammer kommune i Oppland fylke i Norge, og er en af Norges største turistattraktioner med årligt over 250.000 besøg.
Parken har mere end 50 attraktioner og seværdigheder.
Hunderfossen har også en vinterpark, der har åbent fra ultimo december til medio marts.